# West for East 〜POWER OF MUSIC〜
『West for East ～POWER OF MUSIC～』（ウエスト・フォー・イースト パワー・オブ・ミュージック）は、2011年3月31日・4月1日にFM OSAKAで放送された特別番組である。4月1日にFM OSAKAが開局41周年を迎えることにより、41時間生放送で放送された。40周年のラストを飾る特番としても位置付けられる。3月31日は『扉-TO VILLA-』が最終回だったが、当番組を放送するため『扉』は休止となった。

## コンセプト
- 東日本を、日本全体を元気づけるには、大阪から元気にしなければならない。
- 東日本にエールを送る。

## 放送時間
3月31日　5:00 - 4月1日22:00

## 担当DJ
岩田泉未、遠藤淳、大塚由美、KOJI、小早川秀樹、下埜正太、珠久美穂子、鈴木しょう治、高橋春美、谷口キヨコ、別所哲也、みぃ、森裕子、山本シュウ、LOVE、RIO、若宮テイ子

## 出演
ゲスト
ET-KING、キマグレン、小林武史、SEAMO、シクラメン、スターダストレビュー、初音、BRIGHT、mihimaru GT、MAY'S、弓木英梨乃
コメント
石井竜也、植村花菜、奥華子、加藤登紀子、嘉門達夫、THE BAWDIES、Juliet、菅原紗由理、SCANDAL、Sunya、☆Taku(m-flo)、TEE、ナオト・インティライミ、ねごと、Honey L Days、ゆず